# Plone (gruppo musicale)
I Plone sono un gruppo musicale inglese.

## Storia
Nati a Birmingham nel 1994, i Plone erano originariamente un trio composto da Billy Bainbridge, Michael Johnston e Mark Cancellara. Essi debuttarono con il singolo Press a Key (1997), che verrà campionato da John Peel, a cui seguì una loro apparizione nell'antologia We Are Reasonable People (1998) della Warp. Il loro primo album in studio è For Beginner Piano (1999), i cui brani strumentali sembrano risentire l'influsso dei Perrey & Kingsley. Dopo aver tentato senza successo di dare alle stampe un secondo album mai pubblicato, Bainbridge entrò a far parte dei Seeland, mentre Johnston collaborò con i Modified Toy Orchestra, formò gli ZX Spectrum Orchestra e pubblicò singoli da solista con l'alias Mike in Mono. Nel 2020, i Plone pubblicarono Puzzlewood (2020), contenente diverse tracce registrate a più riprese durante il loro periodo di silenzio seguito alla registrazione del secondo album. La veste grafica dell'album fu realizzata da Julian House, co-proprietario della Ghost Box.

## Stile musicale
Lo stile dei Plone è un'elettronica giocosa e dall'approccio pop, che è stata definita "qualcosa a metà strada tra i Cluster caramellati di Zuckerzeit e Popcorn di Gershon Kingsley nella versione degli Hot Butter". I Plone vengono inoltre correlati alla scena retrofuturista di Birmingham assieme ai Broadcast e i Pram per la loro tendenza a usare strumenti musicali elettronici d'annata.

## Formazione

### Formazione attuale
- Billy Bainbridge
- Michael Johnston

### Ex componenti
- Mark Cancellara

## Discografia

### Album in studio
- 1999 – For Beginner Piano
- 2020 – Puzzlewood

### Singoli
- 1997 – Press a Key
- 1998 – Plock